# Nátaga (ort)
Nátaga är en ort i Colombia.   Den ligger i departementet Huila, i den centrala delen av landet, 300 km sydväst om huvudstaden Bogotá. Nátaga ligger 1 472 meter över havet och antalet invånare är 2 232.
Terrängen runt Nátaga är kuperad åt nordväst, men åt sydost är den bergig. Terrängen runt Nátaga sluttar söderut. Runt Nátaga är det ganska glesbefolkat, med 29 invånare per kvadratkilometer. Närmaste större samhälle är La Plata, 19,1 km sydväst om Nátaga. Omgivningarna runt Nátaga är huvudsakligen savann.